# Kashiari
Kashiari o Kashiyari fou el nom assiri d'un massís muntanyós volcànic, al nord-oest del naixement del Khabur i al nord-est del naixement del Balikh, al sud-oest de la moderna Diyarbekir. Correspon al modern Karaca Dağ (otomà Karaje Dagh) amb el pic Incir Tepe de 1919 metres d'altura com a més alt de la comarca, a la província de Şanlıurfa. El seu nom clàssic fou mont Masius. El massís forma part de la cadena de l'Antitaure que té el seu extrem oriental al Tur Abdin. Apareix repetidament a les inscripcions assíries.
Adadnirari II, rei d'Assíria del 912 al 891 aC, va sotmetre poc després del començar el regnat les ciutats aramees a la vora de l'alt Tigris, especialment Kadmukhi i Nisibin: després de dues campanyes sense èxit contra Nísibis, aquesta ciutat, capital del principat arameu del mateix nom, fou assetjada i conquerida el 895 aC i el rei Nur-Adad fou fet presoner i portat a Assíria; va assegurar finalment la zona del Khabur i de la muntanya Kashiari. Assurnasirpal II (884 a 859 aC) va conquerir Madara i Anzu a les muntanyes Kashiari, i a l'entorn del massís va realitzar diverses operacions militars. Arame, rei d'Urartu contemporani del rei d'Assíria Assurnasirpal II (884 aC-859 aC) va fer la guerra contra Assíria i va sotmetre les zones del mont Kirruri (Rawanduz) i el món Kashiari (Karaca Dağ) cap al 882 aC. No consta quan fou recuperada pels assiris però la van conservar fins al final del l'imperi i en aquesta zona es creu que van tenir la base els darrers resistents assiris després que Haran va caure en mans dels medes el 609 aC.